# Беркут (Бедевля)
Футбольний клуб «Беркут» — український футбольний клуб з села Бедевлі Тячівського району Закарпатської області.

## Історія
Від початку свого створення клуб виступав у першостях Закарпатської області.
В сезоні 1996/97 клуб виступав в чемпіонаті України серед аматорів.
У 1997 році клуб заявився на участь в чемпіонаті України серед професіоналів. В сезоні 1997/1998 клуб зайняв 13 місце у другій лізі (група А), однак перед початком наступного сезону відмовився від подальшої участі в змаганнях професіоналів і був позбавлений статусу професіонального клубу.
Надалі клуб виступав в пешостях і кубку Закарпатської області.

## Всі сезони в незалежній Україні
| Сезон   | Чемпіонат     | Чемпіонат | Чемпіонат | Чемпіонат | Чемпіонат | Чемпіонат | Чемпіонат | Чемпіонат | Кубок | Кубок | Кубок | Кубок | Кубок | Кубок | Кубок | Примітка                                           |
| Сезон   | Ліга          | Місце     | І         | В         | Н         | П         | М         | О         | Етап  | І     | В     | Н     | П     | М     | О     | Примітка                                           |
| ------- | ------------- | --------- | --------- | --------- | --------- | --------- | --------- | --------- | ----- | ----- | ----- | ----- | ----- | ----- | ----- | -------------------------------------------------- |
| 1997/98 | Друга Група А | 13 з 18   | 34        | 12        | 4         | 18        | 26−53     | 40        | —     | —     | —     | —     | —     | —     | —     | Знявся із змагань до початку наступного чемпіонату |
| Всього  | Друга         | 1 сезон   | 34        | 12        | 4         | 18        | 26−53     | 40        | —     | —     | —     | —     | —     | —     | —     |                                                    |